# Dieuwke de Graaff-Nauta
Dieuwke IJtje Willemke de Graaff-Nauta (ur. 22 maja 1930 w Sneek, zm. 10 czerwca 2008 tamże) – holenderska polityk, nauczycielka i samorządowiec, w 1994 minister spraw wewnętrznych.

## Życiorys
Kształciła się w kolegium nauczycielskim w rodzinnej miejscowości, po czym przez kilka lat pracowała jako nauczycielka w szkołach chrześcijańskich m.in. w Utrechcie. Zaangażowała się w działalność polityczną w ramach Unii Chrześcijańsko-Historycznej, z którą w 1980 współtworzyła Apel Chrześcijańsko-Demokratyczny. W latach 1962–1982 była radną stanów prowincjonalnych Fryzji, od 1970 przewodniczyła frakcji swojego ugrupowania w tej instytucji. Od 1966 do 1978 wykonywała jednocześnie mandat radnej w Sneek, od 1970 była członkinią zarządu miasta jako wiceburmistrz oraz wethouder odpowiedzialny za edukację, zdrowie publiczne i środowisko. W latach 1982–1986 wchodziła w skład egzekutywy stanów prowincjonalnych (Gedeputeerde Staten), zajmując się m.in. organizacją administracji i współpracą między prowincjami.
Od lipca 1986 do maja 1994 zajmowała stanowisko sekretarza stanu w resorcie spraw wewnętrznych w rządach Ruuda Lubbersa. Następnie do sierpnia 1994 w końcowym okresie funkcjonowania jego trzeciego gabinetu sprawowała urząd ministra spraw wewnętrznych.

## Odznaczenia
- Kawaler Orderu Oranje-Nassau (1982)
- Komandor Orderu Oranje-Nassau (1994)[1]